# Livoneca desterroensis
Livoneca desterroensis är en kräftdjursart som beskrevs av Thatcher, Souza-Conceiçao och Glauco Fernando Jost 2003. Livoneca desterroensis ingår i släktet Livoneca och familjen Cymothoidae. Inga underarter finns listade i Catalogue of Life.